# Vigintisexviri
Vigintisexviri – termin określający sześć różnych kolegiów urzędniczych w starożytnym  Rzymie okresu republiki. Wyłoniły się one z personelu pomocniczego. Ogółem liczyły 26 członków (stąd nazwa). W późniejszym czasie członkowie ich wybierani byli przez zgromadzenia trybusowe. Do vigintisexviri zalicza się:
- decemviri (st)litibus iudicandis – składające się z 10 sędziów, którzy wyrokowali w niektórych spornych sprawach (np. w sporach o wolność na zasadzie wyłączności);
- quattuorviri iure dicundo – czteroosobowe kolegium zarządzające dziesięcioma miastami w Kampanii i sprawujące tam niższe sądownictwo w zastępstwie pretora miejskiego;
- tresviri capitales – pełniący pewne funkcje policyjne w Rzymie i mający też określone kompetencje w sprawach karnych; w szczególności czuwanie nad bezpieczeństwem w mieście, zwłaszcza w nocy (stąd druga nazwa tresviri nocturni), a także nadzór nad więźniami, pomaganie w ściganiu przestępców, dozór nad egzekwowaniem wyroków śmierci czy dokonywanie aresztowań;
- tresviri monetales – zajmujący się w mennicy kontrolą emisji pieniądza (monet);
- quattuorviri viis in urbe purgandis – kolegium dbające o stan dróg na obszarze samego Rzymu;
- duoviri viis extra urbem purgandis – sprawujący nadzór nad siecią dróg w obrębie jednego kamienia milowego wokół Rzymu.

Wszystkie kolegia w wykonywaniu swych zadań podlegały edylom. Sprawowanie jednego z powyższych  urzędów nie było wprawdzie konieczne do rozpoczęcia kariery politycznej (nie były one ujęte w cursus honorum), jednakże traktowano je jako rodzaj przygotowania praktycznego do pełnienia bardziej odpowiedzialnych funkcji.